# Kugelpanzer

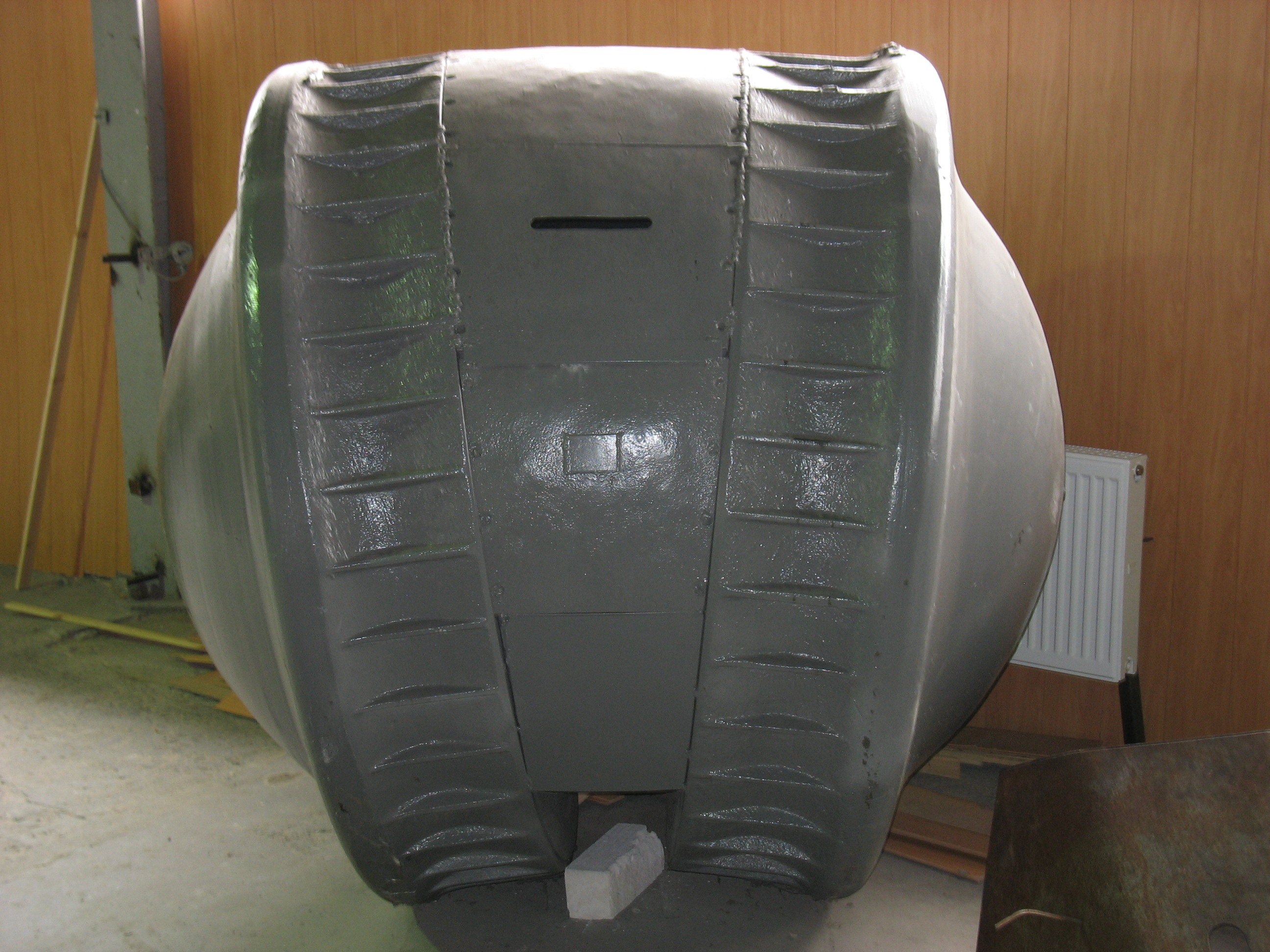
Kugelpanzer w Muzeum Czołgów w Kubince

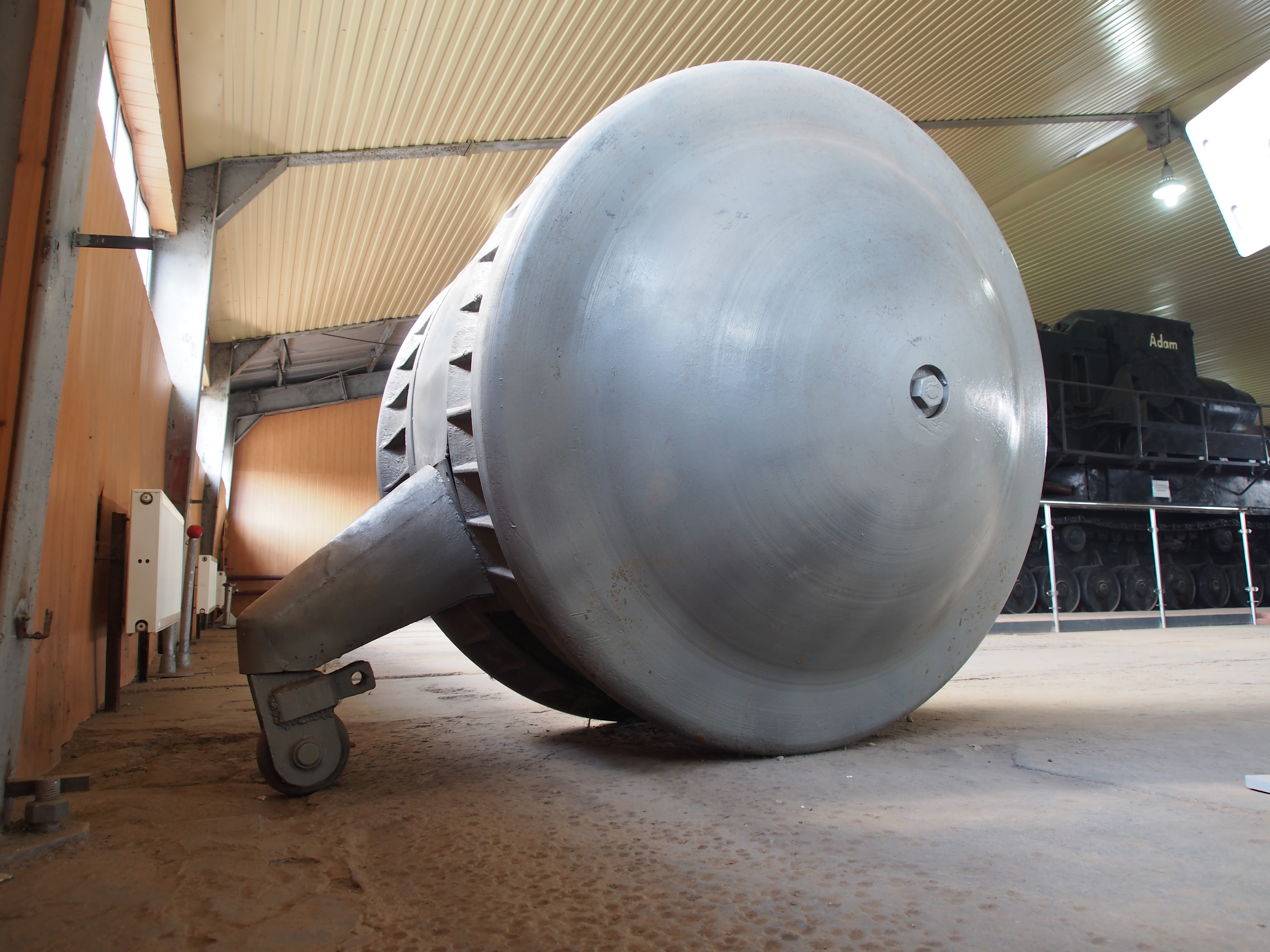

Balkenkreuz

Kugelpanzer (z niem. „kulisty czołg”) – niemiecki opancerzony wóz bojowy z okresu II wojny światowej. Uważa się, że pojazd jest jednoosobowym pojazdem zwiadowczym.

## Historia
Znany jest tylko jeden egzemplarz tego pojazdu który obecnie znajduje się w Muzeum Czołgów w Kubince w części ekspozycji dotyczącej niemieckich wozów bojowych, figuruje pod numerem katalogowym 37. Pojazd został pomalowany błyszczącą szarą farbą i pozbawiono go wyposażenia wewnętrznego.
Historia pojazdu jest nieznana, ponieważ nie znaleziono żadnych dokumentów dotyczących tego pojazdu. Prawdopodobnie został wyprodukowany przez III Rzeszę w latach 30. XX wieku przez zakłady produkcyjne Krupp. Nie posiada on także żadnych konkretnych oznaczeń.
Pojazd został przekazany Japonii, a następnie został zdobyty przez Armię Czerwoną w roku 1945 (prawdopodobnie w Mandżurii). Grubość pancerza w najgrubszym miejscu wynosi 5 mm, napędzany był przez 1-cylindrowy dwusuwowy silnik spalinowy.
| Kugelpanzer         | Specyfikacja                             |
| ------------------- | ---------------------------------------- |
| Masa                | 1,8 t                                    |
| Załoga              | 1                                        |
| Długość             | ~1700 mm                                 |
| Szerokość           | ~1500 mm                                 |
| Wysokość (średnica) | ~1500 mm                                 |
| Grubość pancerza    | (max) 5 mm                               |
| Typ silnika         | jedno-cylindrowy dwusuwowy, o mocy 25 KM |
| Prędkość            | 8 km/h                                   |

Pojazd posiada dwa duże koła napędowe umieszczone po bokach pojazdu. Do sterowania oraz stabilizowania pojazdu służyło małe koło umieszczone z tyłu. Kugelpanzer posiadał radio, natomiast nie miał zainstalowanego uzbrojenia. Kierowca podróżował w środku na siodełku zbliżonym do motocyklowego.
Ponieważ nie zachowały się żadne relacje o użyciu tego pojazdu, jego przeznaczenie pozostaje nieznane. Popularne teorie skłaniają się do tego, że mógł to być: lekki pojazd rozpoznawczy, mobilny punkt obserwacyjny, pojazd, którego celem było kierowanie ogniem artyleryjskim bądź też pojazd pomocniczy do kładzenia kabli.
Na początku 2017 roku Kugelpanzer został przemalowany na ciemniejszy kolor „niemiecki szary” i dodano emblemat Wehrmachtu tzw. Balkenkreuz na piaście każdego koła, został wtedy przeniesiony do nowej ekspozycji.

## Podobne pojazdy
Możliwym prekursorem Kugelpanzera był jednoosobowy czołg znany we Francji jako buclier roulant.  W 1936 roku w czasopiśmie Popular Science opisano projekt teksańskiego wynalazcy kulistego pojazdu opancerzonego, który został nazwany czołgiem Tumbleweed. Był znacznie większy od niemieckiego Kugelpanzera - oferował miejsce dla trzech osób i trzech karabinów maszynowych wraz z niezbędnymi silnikami i innym wyposażeniem.